# Kovariancia
A kovariancia a valószínűségszámítás és a statisztika tárgykörébe tartozó mennyiség, ami megadja két egymástól különböző változó együttmozgását. Kis értékei gyenge, nagy értékei erős lineáris összefüggésre utalnak. Nem normált; normálással a korrelációt kapjuk.

## Definíció
Létezésének szükséges feltétele, hogy létezzen mindkét véletlen valószínűségi változó, továbbá szorzatuk várható értéke. Ez biztosan teljesül, ha {\displaystyle X} és {\displaystyle Y} négyzetesen integrálható, azaz {\displaystyle \operatorname {E} (|X|^{2})<\infty } és {\displaystyle \operatorname {E} (|Y|^{2})<\infty }.
Értéke {\displaystyle \operatorname {Cov} (X,Y)=\operatorname {E} \left(\left(X-\operatorname {E} (X)\right)\left(Y-\operatorname {E} (Y)\right)\right)}, ahol E az úgynevezett várhatóérték-operátor.
Folytonos és diszkrét valószínűségi változók kovarianciája:
{\displaystyle \operatorname {Cov} (X,Y)={\begin{cases}\sum _{i=1}^{n}\sum _{j=1}^{n}f(x_{i},y_{j})(x_{i}-\operatorname {E} (X))(y_{j}-\operatorname {E} (Y))&{\text{ha X és Y diszkrét}}\\\int _{-\infty }^{+\infty }\int _{-\infty }^{+\infty }f(x,y)(x-\operatorname {E} (X))(y-\operatorname {E} (Y))\mathrm {d} x\mathrm {d} y&{\text{ha X és Y folytonos}}\end{cases}}}.
Az n elemű {\displaystyle \mathbf {x} {\text{ és }}\mathbf {y} } statisztikai minta tapasztalati (empirikus) kovarianciáját az alábbi képlettel adjuk meg:
{\displaystyle {\frac {\sum _{i=1}^{n}\left(x_{i}-{\bar {x}}\right)\left(y_{i}-{\bar {y}}\right)}{n-1}}} , ahol {\displaystyle x_{i}} az {\displaystyle {\textbf {x}}}, {\displaystyle y_{i}} az {\displaystyle {\textbf {y}}} minta {\displaystyle i}. eleme, {\displaystyle {\bar {x}}} és {\displaystyle {\bar {y}}} pedig az {\displaystyle \mathbf {x} } és az {\displaystyle \mathbf {y} } minták mintaátlagai. (Ugyanez a képlet átalakítható az {\displaystyle {\frac {1}{n-1}}\sum _{i=1}^{n}{x_{i}y_{i}}-{\frac {n}{n-1}}{\bar {x}}{\bar {y}}} formára)

## Példák
Legyen {\displaystyle X=(X_{1},X_{2})} kétdimenziós normális eloszlású, és {\displaystyle P_{(X_{1},X_{2})}={\mathcal {N}}(\mu ,\Sigma )} a {\displaystyle \Sigma } kovarianciamátrixszal:
{\displaystyle \Sigma ={\begin{pmatrix}\sigma _{1}^{2}&c\\c&\sigma _{2}^{2}\end{pmatrix}},} ekkor a kovariancia:
{\displaystyle \operatorname {Cov} (X_{1},X_{2})=c.}
Legyen {\displaystyle X=(X_{1},X_{2})} kétdimenziós multinomiális eloszlású ({\displaystyle P_{X}=M(n,(p_{1},p_{2}))}), így:
{\displaystyle \operatorname {Cov} (X_{1},X_{2})=\operatorname {E} (X_{1}X_{2})-\operatorname {E} (X_{1})\operatorname {E} (X_{2})=n(n-1)p_{1}p_{2}-np_{1}np_{2}=-np_{1}p_{2}.}

## Tulajdonságai
- A kovariancia pozitív, ha {\displaystyle X} és {\displaystyle Y} között pozitív az összefüggés, ha {\displaystyle X} nagy, akkor {\displaystyle Y} is nagy, és ha {\displaystyle X} kicsi, akkor {\displaystyle Y} is kicsi.
- A kovariancia negatív, ha {\displaystyle X} és {\displaystyle Y} között negatív az összefüggés, ha {\displaystyle X} nagy, akkor {\displaystyle Y} kicsi, és ha {\displaystyle X} kicsi, akkor {\displaystyle Y} nagy. Ez nem fordított arányosságot jelez, hiszen a kovariancia csak lineáris összefüggés kimutatására képes.
- A kovariancia nulla, akkor {\displaystyle X} és {\displaystyle Y} között nincs lineáris összefüggés, de másfajta lehet.

Az eltolási tulajdonság:
{\displaystyle \operatorname {Cov} (X,Y)=\operatorname {E} (XY)-\operatorname {E} (X)\operatorname {E} (Y).}
Bizonyítás:
{\displaystyle {\begin{aligned}\operatorname {Cov} (X,Y)&=\operatorname {E} {\bigl [}(X-\operatorname {E} (X))\cdot (Y-\operatorname {E} (Y)){\bigr ]}\\&=\operatorname {E} {\bigl [}(XY-X\operatorname {E} (Y)-Y\operatorname {E} (X)+\operatorname {E} (X)\operatorname {E} (Y)){\bigr ]}\\&=\operatorname {E} (XY)-\operatorname {E} (X)\operatorname {E} (Y)-\operatorname {E} (Y)\operatorname {E} (X)+\operatorname {E} (X)\operatorname {E} (Y)\\&=\operatorname {E} (XY)-\operatorname {E} (X)\operatorname {E} (Y)\qquad \Box \end{aligned}}}

## Kapcsolat a szórásnégyzettel
Tétel: A kovariancia a szórásnégyzet általánosítása, mivel
{\displaystyle \operatorname {Var} (X)=\operatorname {Cov} (X,X).}
Bizonyítás:
{\displaystyle {\begin{aligned}\operatorname {Cov} (X,X)&=\operatorname {E} {\bigl [}(X-\operatorname {E} (X))^{2}{\bigr ]}\\&=\operatorname {Var} (X)\qquad \Box \end{aligned}}}
Tehát a szórásnégyzet a valószínűségi változó önmagával vett kovarianciája.
A kovarianciával kiszámítható négyzetesen integrálható valószínűségi változók összegének szórásnégyzete. Általában:
{\displaystyle {\begin{aligned}\operatorname {Var} \left(\sum _{i=1}^{n}X_{i}\right)&=\sum _{i,j=1}^{n}\operatorname {Cov} (X_{i},X_{j})\\&=\sum _{i=1}^{n}\operatorname {Var} (X_{i})+\sum _{i,j=1,i\neq j}^{n}\operatorname {Cov} (X_{i},X_{j})\\&=\sum _{i=1}^{n}\operatorname {Var} (X_{i})+2\sum _{i=1}^{n-1}\sum _{j=i+1}^{n}\operatorname {Cov} (X_{i},X_{j}).\end{aligned}}}
Speciálisan, két valószínűségi változó összegének szórásnégyzete:
{\displaystyle \operatorname {Var} (X+Y)=\operatorname {Var} (X)+\operatorname {Var} (Y)+2\operatorname {Cov} (X,Y).}
Ahogy az közvetlenül következik a definícióból, ha az egyik valószínűségfi változó előjele megváltozik, akkor a kovariancia is:
{\displaystyle \operatorname {Cov} (X,-Y)=-\operatorname {Cov} (X,Y)}
Így két valószínűségi változó különbségére:
{\displaystyle \operatorname {Var} (X-Y)=\operatorname {Var} (X+(-Y))=\operatorname {Var} (X)+\operatorname {Var} (Y)-2\operatorname {Cov} (X,Y).}

## Linearitás, szimmetria és definitség
Tétel: A kovariancia szimmetrikus pozitív szemidefinit bilineáris forma a négyzetesen integrálható valószínűségi változók terében.
Tétel: Bilineárisság: Az {\displaystyle a,b,c,d,e,f,g,h\in \mathbb {R} } valós számokra:
{\displaystyle \operatorname {Cov} (aX+b,cY+d)=ac\operatorname {Cov} (X,Y)\qquad }
{\displaystyle \operatorname {Cov} [X,(eY+f)+(gZ+h)]=e\operatorname {Cov} (X,Y)+g\operatorname {Cov} (X,Z).}
Bizonyítás:
{\displaystyle {\begin{aligned}\operatorname {Cov} (aX+b,cY+d)&=\operatorname {E} {\bigl [}(aX+b-\operatorname {E} (aX+b))\cdot (cY+d-\operatorname {E} (cY+d)){\bigr ]}\\&=\operatorname {E} {\bigl [}(aX-a\operatorname {E} (X))\cdot (cY-c\operatorname {E} (Y)){\bigr ]}\\&=ac\operatorname {E} {\bigl [}(X-\operatorname {E} (X))\cdot (Y-\operatorname {E} (Y)){\bigr ]}\\&=ac\operatorname {Cov} (X,Y)\end{aligned}}}
{\displaystyle {\begin{aligned}\operatorname {Cov} [X,(eY+f)+(gZ+h)]&=\operatorname {E} {\bigl [}(X-\operatorname {E} (X))\cdot (eY+f+gZ+h-\operatorname {E} (eY+f+gZ+h)){\bigr ]}\\&=\operatorname {E} {\bigl [}(X-\operatorname {E} (X))\cdot (eY-e\operatorname {E} (Y)+gZ-g\operatorname {E} (Z)){\bigr ]}\\&=\operatorname {E} {\bigl [}(X-\operatorname {E} (X))\cdot e(Y-\operatorname {E} (Y))+(X-\operatorname {E} (X))\cdot g(Z-\operatorname {E} (Z)){\bigr ]}\\&=e\operatorname {E} {\bigl [}(X-\operatorname {E} (X))\cdot (Y-\operatorname {E} (Y)){\bigr ]}+g\operatorname {E} {\bigl [}(X-\operatorname {E} (X))\cdot (Z-\operatorname {E} (Z)){\bigr ]}\\&=e\operatorname {Cov} (X,Y)+g\operatorname {Cov} (X,Z)\qquad \Box \end{aligned}}}
Könnyen látható, hogy a kovariancia invariáns a konstans hozzáadására. A második egyenlőségben szimmetria miatt első változójában is lineáris.
Tétel: Szimmetria.
{\displaystyle \operatorname {Cov} (X,Y)=\operatorname {Cov} (Y,X)}
Bizonyítás:
{\displaystyle {\begin{aligned}\operatorname {Cov} (X,Y)&=\operatorname {E} {\bigl [}(Y-\operatorname {E} (Y))\cdot (X-\operatorname {E} (X)){\bigr ]}\\&=\operatorname {Cov} (Y,X)\qquad \Box \end{aligned}}}
Tétel (Pozitív szemidefinit):
{\displaystyle \operatorname {Cov} (X,X)\geq 0.}
Bizonyítás:
{\displaystyle \operatorname {Cov} (X,X)=\operatorname {Var} (X)\geq 0\qquad \Box }
A szimmetrikus szemidefinit bilineáris alakból következik, hogy teljesül a Cauchy–Bunyakovszkij–Schwarz-egyenlőtlenség:
{\displaystyle |\operatorname {Cov} (X,Y)|\leq {\sqrt {\operatorname {Var} (X)}}\cdot {\sqrt {\operatorname {Var} (Y)}}}
A linearitásból következik, hogy a kovariancia függ a véletlen változók nagyságáétól. Így a kovariancia a tízszeresére változik, ha {\displaystyle X} helyett a {\displaystyle 10X} valószínűségi változót használjuk. Így a kovariancia nagysága a valószínűségi változók mértékegységeitől is függ. Mivel ez a tulajdonság nehezen értelmezhetővé teszi a kovariancia nagyságát, azért helyette inkább a korrelációs együtthatót használják, ami skálafüggetlen:
{\displaystyle \rho _{X,Y}={\frac {\operatorname {Cov} (X,Y)}{{\sqrt {\operatorname {Var} (X)}}\cdot {\sqrt {\operatorname {Var} (Y)}}}}\ .}

## Korrelálatlanság és függetlenség
Definíció: Ha {\displaystyle X} és {\displaystyle Y} valószínűségi változók, és {\displaystyle \operatorname {Cov} (X,Y)=0}, emiatt {\displaystyle \varrho (X,Y)=0}, akkor {\displaystyle X} és {\displaystyle Y} korrelálatlan.
Tétel: Ha {\displaystyle X} és {\displaystyle Y} független valószínűségi változók, akkor {\displaystyle \operatorname {Cov} (X,Y)=0.}
Bizonyítás: Független valószínűségi változók esetén {\displaystyle \operatorname {E} (XY)=\operatorname {E} (X)\operatorname {E} (Y)}, d. h.
{\displaystyle {\begin{aligned}\operatorname {E} (XY)-\operatorname {E} (X)\operatorname {E} (Y)&=0\\\Leftrightarrow \qquad \qquad \qquad \operatorname {Cov} (X,Y)&=0.\qquad \end{aligned}}}
A megfordítás nem mindig teljesül. Legyen az {\displaystyle X} valószínűségi változó egyenletes eloszlású a {\displaystyle [-1,1]} intervallumon, és {\displaystyle Y=X^{2}}. Nyilvánvaló, hogy {\displaystyle X} és {\displaystyle Y} nem függetlenek. Viszont
{\displaystyle \operatorname {Cov} (X,Y)=\operatorname {Cov} (X,X^{2})=\operatorname {E} (X^{3})-\operatorname {E} (X)\operatorname {E} (X^{2})=0-0\cdot \operatorname {E} (X^{2})=0}.
További példák korrelálatlan, de nem független valószínűségi változókra:
Legyenek {\displaystyle X} és {\displaystyle Y} valószínűségi változók úgy, hogy {\displaystyle P(X=0,Y=1)={\tfrac {1}{2}}} és {\displaystyle P(X=2,Y=0)=P(X=2,Y=2)={\tfrac {1}{4}}.}
Ekkor {\displaystyle P(X=0)=P(X=2)={\tfrac {1}{2}}} és {\displaystyle P(Y=0)=P(Y=2)={\tfrac {1}{4}}}, {\displaystyle P(Y=1)={\tfrac {1}{2}}.}
Következik, hogy {\displaystyle \operatorname {E} (X)=\operatorname {E} (Y)=1} és {\displaystyle \operatorname {E} (XY)=1}, tehát {\displaystyle \operatorname {Cov} (X,Y)=0.}
Másrészt {\displaystyle X} és {\displaystyle Y} nem függetlenek, mivel {\displaystyle P(X=0,Y=1)={\tfrac {1}{2}}\neq {\tfrac {1}{2}}\cdot {\tfrac {1}{2}}=P(X=0)P(Y=1)}.
Legyenek {\displaystyle X} és {\displaystyle Y} valószínűségi változók Bernoulli-eloszlásúak a {\displaystyle p} paraméterrel és függetlenek. Ekkor {\displaystyle (X+Y)} és {\displaystyle (X-Y)} korrelálatlan, de nem független.
A korrelálatléanság nyilvánvaló, mivel {\displaystyle \operatorname {Cov} (X+Y,X-Y)=\operatorname {Cov} (X,X)-\operatorname {Cov} (X,Y)+\operatorname {Cov} (Y,X)-\operatorname {Cov} (Y,Y)=0.}
De {\displaystyle (X+Y)} és {\displaystyle (X-Y)} nem függetlenek, hiszen {\displaystyle P(X+Y=0,X-Y=1)=0\neq p(1-p)^{3}=P(X+Y=0)P(X-Y=1).}

## Fordítás
Ez a szócikk részben vagy egészben  a   Kovarianz (Stochastik) című német Wikipédia-szócikk fordításán alapul.  Az eredeti cikk szerkesztőit annak laptörténete sorolja fel. Ez a jelzés csupán a megfogalmazás eredetét és a szerzői jogokat jelzi, nem szolgál a cikkben szereplő információk forrásmegjelöléseként.